# Peralta (República Dominicana)
Peralta é um município da República Dominicana pertencente à província de Azua.
Sua população estimada em 2012 era de 7 455 habitantes.